# Universidad de Geociencias de China
La Universidad de Geociencias de China (en chino tradicional, 中國地質大學; en chino simplificado, 中国地质大学; pinyin, Zhōngguó Dìzhì Dàxué),  abreviada como CUG, es una universidad China. Es la mayor universidad especializada en geociencias de China. El campus actual de CUG se encuentra en el distrito de Wuhan.

## Historia
Los orígenes de la Universidad de Geociencias de China se encuentran en el Instituto de Geología de Pekín（en chino tradicional, 北京地質學院; en chino simplificado, 北京地质学院; pinyin, Běijīng Dìzhì Xuéyuàn）. El Instituto de Geología de Pekín se formó en 1952 a partir de la unión de los departamentos de Geología de diversas universidades de China: la Universidad de Pekín, Universidad Tsinghua, la Universidad de Tianjin y el Colegio del Ferrocarril de Tangshan.
En la década de 1970, la escuela se trasladó a Wuhan y cambió su nombre a Colegio de Geología de Hubei. El campus original en Pekín se convirtió en una escuela de posgrado. En 1987, la escuela fue promovida a una universidad de investigación de 4 años y pasó a llamarse Universidad de Geociencias de China. En 2005, la escuela de posgrado en Pekín se convirtió en una entidad separada conocida como Universidad de Geociencias de China (Pekín), abreviada como CUGB, mientras que el campus principal en Wuhan sigue siendo conocido como Universidad de Geociencias de China, abreviada como CUG.

## Alumni
Entre las personalidades que han estaudiado en la Universidad de Geociencias de China, cabe destacar:
- Wen Jiabao, Primer ministro de China
- Zhang Wenyue, gobernador de la Provincia de Liaoning
- Ouyang Ziyuan, Jefe Científico del Proyecto Lunar Chino
- Gao Ling，Jugadora de bádminton
- Wang Fuzhou, reconocido montañista
- Li Zhixin,líder del montañismo chino
- Wang Yongfeng，reconocido montañista